# Neptunidraco
Neptunidraco ("Dragão de Netuno") é um gênero extinto de crocodiliforme marinho carnívoro que viveu durante o período Jurássico médio no que hoje é o nordeste da Itália. É conhecido por um esqueleto parcial (crânio incompleto com mandíbula) recuperado do calcário nodular da Formação Rosso Ammonitico Veronese.